# Michel Boyon
 (février 2023).
Pour les articles homonymes, voir Boyon.
Michel Boyon, né dans le 17e arrondissement de Paris le 30 avril 1946, est un haut fonctionnaire français spécialiste du secteur de l’audiovisuel et avocat depuis 2013.

## Biographie
Fils de Marc Boyon, normalien et agrégé de grammaire, et d'Eliane Barbe, professeure de lettres, d'histoire et de géographie, Michel Boyon, ancien élève du lycée Buffon à Paris, est diplômé de l'Institut d'études politiques de Paris (1965), puis élève de l'École nationale d'administration, promotion Robespierre entre janvier 1968 et mai 1970.
Michel Boyon est membre du Conseil d'État, occupant les postes d'auditeur en 1970, de maître des requêtes en 1977 et de conseiller d'État en 1989. Il est également chargé du centre de documentation entre 1973 et 1976, ainsi que commissaire du Gouvernement auprès des formations contentieuses entre 1981 et 1986, et président de la 2e sous-section du contentieux entre 2001 et 2003. De 1983 à 1986, il préside l'Association des membres du Conseil d'État.
Il est rapporteur à la Commission technique des ententes et des positions dominantes (1972-1975). Il rédige notamment un rapport sur la création de la Commission de la concurrence.
Il est conseiller technique au cabinet de Michel d'Ornano lorsque celui-ci est ministre de l'Industrie et de la Recherche (1976-1977), ministre de la culture et de l'environnement (1977-1978) et ministre de l'environnement et du cadre de vie (1978-1981).
Il est directeur du cabinet de François Léotard au ministère de la Culture et de la Communication en 1986-1988, où il est l’un des principaux concepteurs de la loi Léotard, qui pose les fondements de la régulation économique, sociétale et culturelle de l'audiovisuel et permet également la privatisation de TF1. Il contribue à la restauration du théâtre impérial de @Compiègne.
Il est membre du jury du concours national d’agrégation de droit public en 1991-1992.
De 1993 à 1996, il préside la commission d'aide à la presse instituée par le décret du 6 août 1993. Auteur, avec Bernard Villeneuve, d’un rapport remis au ministre de la communication sur le portage de la presse (janvier 1995).
Il est administrateur de France 2 de 1993 à 1996, de l'Agence France-Presse de 1994 à 1998 et de la Réunion des musées nationaux de 1996 à 2003.
Il est président de Radio France de 1995 à 1998, mandat au cours duquel il crée notamment la radio Le Mouv' à Toulouse, et coprésident du Festival Radio France Occitanie Montpellier. Jean-Marie Cavada lui succède.
La diffusion sur France Inter de la chanson antimilitariste La médaille de Renaud entraîna une plainte de l’Association de soutien à l'armée française envers Radio France et son président Michel Boyon, jugeant les paroles offensantes pour l'armée française et les anciens combattants. En septembre 1997, le tribunal correctionnel de Paris relaxa le prévenu, considérant que la chanson contenait effectivement des offenses envers l’armée mais que seul le ministre de la Défense pouvait intenter des poursuites,.
Jusqu'en 2003, il est le premier président du Conseil de prévention et de lutte contre le dopage, autorité administrative indépendante créée par la loi no 99-223 du 23 mars 1999, devenu l'Agence française de lutte contre le dopage en vertu de la loi no 2006-405 du 5 avril 2006.
Chargé par le Premier ministre Jean-Pierre Raffarin d’une mission sur la télévision numérique terrestre (TNT), puis d’une mission d’accompagnement de la mise en place de la TNT (2002 – 2003), il est nommé directeur du cabinet de ce dernier à Matignon du 28 octobre 2003 au 1er juin 2005. Le 1er octobre 2005, il devient président de Réseau ferré de France, établissement public chargé de la gestion des infrastructures ferroviaires.
Le 24 janvier 2007, il est nommé, pour six ans, à la tête du Conseil supérieur de l'audiovisuel (CSA) en remplacement de Dominique Baudis. La télévision numérique terrestre est progressivement substituée à la diffusion analogique, qui disparaît complètement le 30 novembre 2011, comme l'a prévu la loi no 2007-309 du 5 mars 2007. Le 27 mars 2012, le Conseil sélectionne six chaînes pour une diffusion nationale en haute définition et en clair qui commence le 12 décembre suivant : HD1 (groupe TF1), 6ter (groupe M6), RMC Découverte (groupe Nextradio TV), Chérie HD (groupe NRJ), Numéro 23 (avec Pascal Houzelot dont il soutient la candidature), L'Équipe HD (groupe Amaury),. Olivier Schrameck lui succède en janvier 2013.
Par un décret du 3 juin 2011, il est admis à la retraite du Conseil d’État.
Il est senior counsel au cabinet Jeantet (Paris) de 2013 à 2020, puis au cabinet Fédida (Paris) depuis 2020. 
Il préside de 2006 à 2022 le conseil d'administration du CELSA (École des hautes études en sciences de l'information et de la communication) à Sorbonne-Université. Il est administrateur de la Fondation Simone-et-Cino-del-Duca depuis 1999 et de la Fondation Long Thibaud depuis 2011. Il préside aussi, depuis 2013, l'association culturelle franco-italienne Eurovisioni et la commission de gestion de la Caisse de retraites du personnel de la Comédie-Française. Depuis 2015, il est membre du conseil d'orientation de l'association « Presse et pluralisme », qui organise des opérations de mécénat à l'intention des organes de presse.
Le 27 mai 2016, il est élu membre titulaire de la première section de l'Académie des sciences d'outre-mer.
Il est également l'auteur de Paris et sa région, régime de droit commun ou statut exceptionnel ?, mémoire présenté en 1965 à l’Institut d’études politiques sous la direction de Pierre Viot, ainsi que de deux rapports au Premier ministre sur la télévision numérique terrestre, en octobre 2002 et août 2011.

## Décorations
- Officier de la Légion d'honneur (13 juillet 2001)
- Commandeur de l'ordre des Arts et des Lettres (1987) au titre de « maître des requêtes au Conseil d'État »[12]